# Grand Prix Włoch 1969
Grand Prix Włoch 1969 (oryg. Gran Premio d'Italia) – ósma runda Mistrzostw Świata Formuły 1 w sezonie 1969, która odbyła się 7 września 1969, po raz 20. na torze Monza.
40. Grand Prix Włoch, 20. zaliczane do Mistrzostw Świata Formuły 1.

## Klasyfikacja
| Legenda oznaczeń w tabelach wyników Wyświetl szablon na nowej stronie | Legenda oznaczeń w tabelach wyników Wyświetl szablon na nowej stronie                                                                     |
| Oznaczenie                                                            | Wyjaśnienie |
| --------------------------------------------------------------------- | --- |
| Złoty                                                                 | Zwycięzca lub mistrzostwo |
| Srebrny                                                               | 2. miejsce lub wicemistrzostwo |
| Brązowy                                                               | 3. miejsce lub II wicemistrzostwo |
| Zielony                                                               | Ukończył, punktował (w klasyfikacji generalnej, gdy zdobył co najmniej jeden punkt na przestrzeni sezonu, poza trzema powyższymi opcjami) |
| Niebieski                                                             | Ukończył, nie punktował (w klasyfikacji generalnej, gdy nie zdobył co najmniej jednego punktu na przestrzeni sezonu)                      |
| Czerwony                                                              | Nie zakwalifikował się (NZ) |
| Czerwony                                                              | Nie prekwalifikował się (NPK) |
| Różowy                                                                | Nie ukończył (NU) |
| Różowy                                                                | Niesklasyfikowany (NS) (w klasyfikacji generalnej, gdy nie został sklasyfikowany w żadnym wyścigu sezonu)                                 |
| Czarny                                                                | Zdyskwalifikowany (DK) |
| Czarny                                                                | Wykluczony (WYK/EX) |
| Biały                                                                 | Nie wystartował (NW) |
| Biały                                                                 | Kontuzjowany (K/INJ) |
| Biały                                                                 | Wyścig odwołany (OD/C) |
| Bez koloru                                                            | Został wycofany (WYC/WD) |
| Bez koloru                                                            | Nie przybył (NP/DNA) |
| Bez koloru                                                            | Nie brał udziału w treningach (NT/DNP) |
| Bez koloru                                                            | Nie został zgłoszony (–) |
| Pogrubienie                                                           | Start z pole position |
| Kursywa                                                               | Najszybsze okrążenie wyścigu |
| †                                                                     | Nie ukończył, ale jego rezultat został zaliczony ze względu na przejechanie więcej niż 90% dystansu wyścigu.                              |
| *                                                                     | Sezon w trakcie |
| 1/2/3                                                                 | Punktowana pozycja w sprincie kwalifikacyjnym                                                                                             |
| Lista systemów punktacji Formuły 1                                    | |

| Poz. | Nr. | Kierowca             | Konstruktor  | Okrążeń | Czas/powód NU      | Poz. start. | Punktów |
| ---- | --- | -------------------- | ------------ | ------- | ------------------ | ----------- | ------- |
| 1    | 20  | Jackie Stewart       | Matra-Ford   | 68      | 1:39:11.26         | 3           | 9       |
| 2    | 4   | Jochen Rindt         | Lotus-Ford   | 68      | + 0.08             | 1           | 6       |
| 3    | 22  | Jean-Pierre Beltoise | Matra-Ford   | 68      | + 0.17             | 6           | 4       |
| 4    | 18  | Bruce McLaren        | McLaren-Ford | 68      | + 0.19             | 5           | 3       |
| 5    | 32  | Piers Courage        | Brabham-Ford | 68      | + 33.44            | 4           | 2       |
| 6    | 10  | Pedro Rodríguez      | Ferrari      | 66      | + 2 okrążenia      | 12          | 1       |
| 7    | 16  | Denny Hulme          | McLaren-Ford | 66      | + 2 okrążenia      | 2           |         |
| 8    | 30  | Jo Siffert           | Lotus-Ford   | 64      | Silnik             | 8           |         |
| 9    | 2   | Graham Hill          | Lotus-Ford   | 63      | Wał prz. napędu    | 9           |         |
| 10   | 26  | Jacky Ickx           | Brabham-Ford | 61      | Brak paliwa        | 15          |         |
| NS   | 14  | John Surtees         | BRM          | 60      | Nie sklasyfikowany | 10          |         |
| NU   | 12  | Jackie Oliver        | BRM          | 48      | Ciśnienie oleju    | 11          |         |
| NU   | 36  | Silvio Moser         | Brabham-Ford | 9       | Wyciek paliwa      | 13          |         |
| NU   | 28  | Jack Brabham         | Brabham-Ford | 6       | Wyciek oleju       | 7           |         |
| NU   | 6   | John Miles           | Lotus-Ford   | 3       | Silnik             | 14          |         |